# Méthionine S-méthyltransférase
La méthionine S-méthyltransférase est une transférase qui catalyse la réaction :
S-adénosyl-L-méthionine (SAM) + L-méthionine (Met)  {\displaystyle \rightleftharpoons }  S-adénosyl-L-homocystéine (SAH) + S-méthyl-L-méthionine (SMM).
Elle utilise des cations de zinc Zn2+ et de manganèse Mn2+ comme cofacteurs.